# Borek (Pardubicei járás)
Borek település Csehországban, a Pardubicei járásban. Borek Vysoká nad Labem, Újezd u Sezemic, Bukovina nad Labem és Býšť településekkel határos. Lakosainak száma 279 fő (2024. január 1.).

## Népesség
A település lakosságának változását az alábbi diagram mutatja:
| Lakosok száma | 242  | 347  | 283  | 200  | 189  | 196  | 265  | 269  | 286  | 279  |
|               | 1869 | 1890 | 1921 | 1950 | 1980 | 2001 | 2017 | 2019 | 2022 | 2024 |